# Firuz Mirzoradżabow
Firuz Mirzoradżabow (tadż. Фирӯз Мирзораҷабов; ur. 1 grudnia 2002) – tadżycki zapaśnik walczący w stylu klasycznym. Zajął 24. miejsce na mistrzostwach świata w 2023 roku.
Trzynasty na igrzyskach azjatyckich w 2022. Siódmy na mistrzostwach Azji w 2024. Brązowy medalista igrzysk solidarności islamskiej w 2021. Trzeci na mistrzostwach świata kadetów w 2019, mistrzostwach Azji U-23 w 2023 i Azji juniorów w 2022 roku.